# Rasbora tawarensis
Rasbora tawarensis är en fiskart som beskrevs av Weber och De Beaufort, 1916. Rasbora tawarensis ingår i släktet Rasbora och familjen karpfiskar. IUCN kategoriserar arten globalt som sårbar. Inga underarter finns listade i Catalogue of Life.